# Zakłady Górniczo-Hutnicze im. Ludwika Waryńskiego
Zakłady Górniczo-Hutnicze im. Ludwika Waryńskiego – kombinat górniczo-hutniczy, który powstał z połączenia kopalni Nowa Helena, Nowy Dwór, Bolko (zob. szyb Bolko) i zakładu tlenku cynku Krystyn, na który składała się podziemna kopalnia rud cynku i ołowiu w Piekarach Śląskich-Szarleju (Zakłady Górnicze im. Ludwika Waryńskiego, Kopalnia Waryński, pierwotnie niem. Neue Helene , później Nowa Helena), która została założona w 1841 roku jako Helene, działała do grudnia 1981 roku  oraz huta metali nieżelaznych (Krystyn, początkowo nazywana zakładem tlenku cynku Christian Kraft), która działała od 1927 do 1990 roku; w 1967 roku stały się częścią Zakładów Górniczo-Hutniczych Orzeł Biały.

## Historia

### Historia kopalń

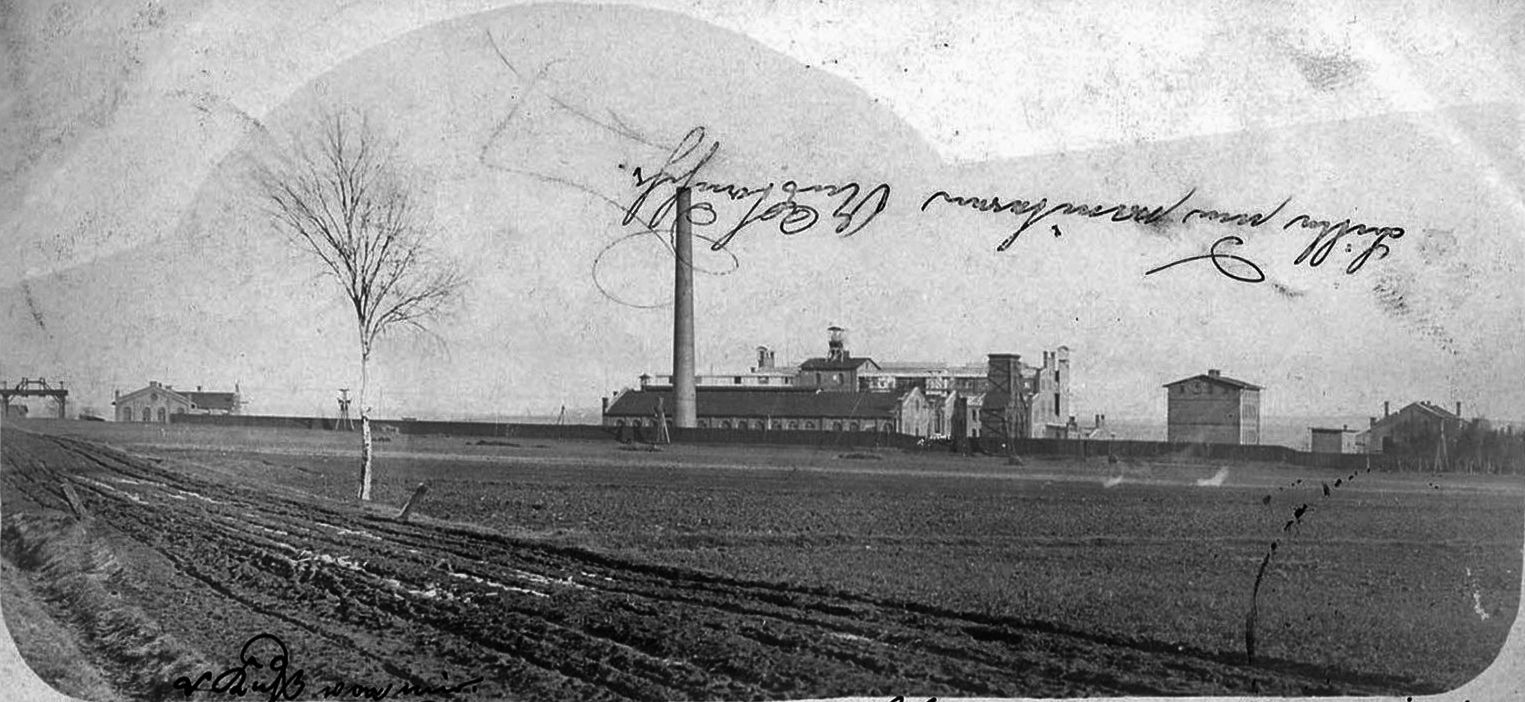
Kopalnia Brzozowice (przed 1902 rokiem)

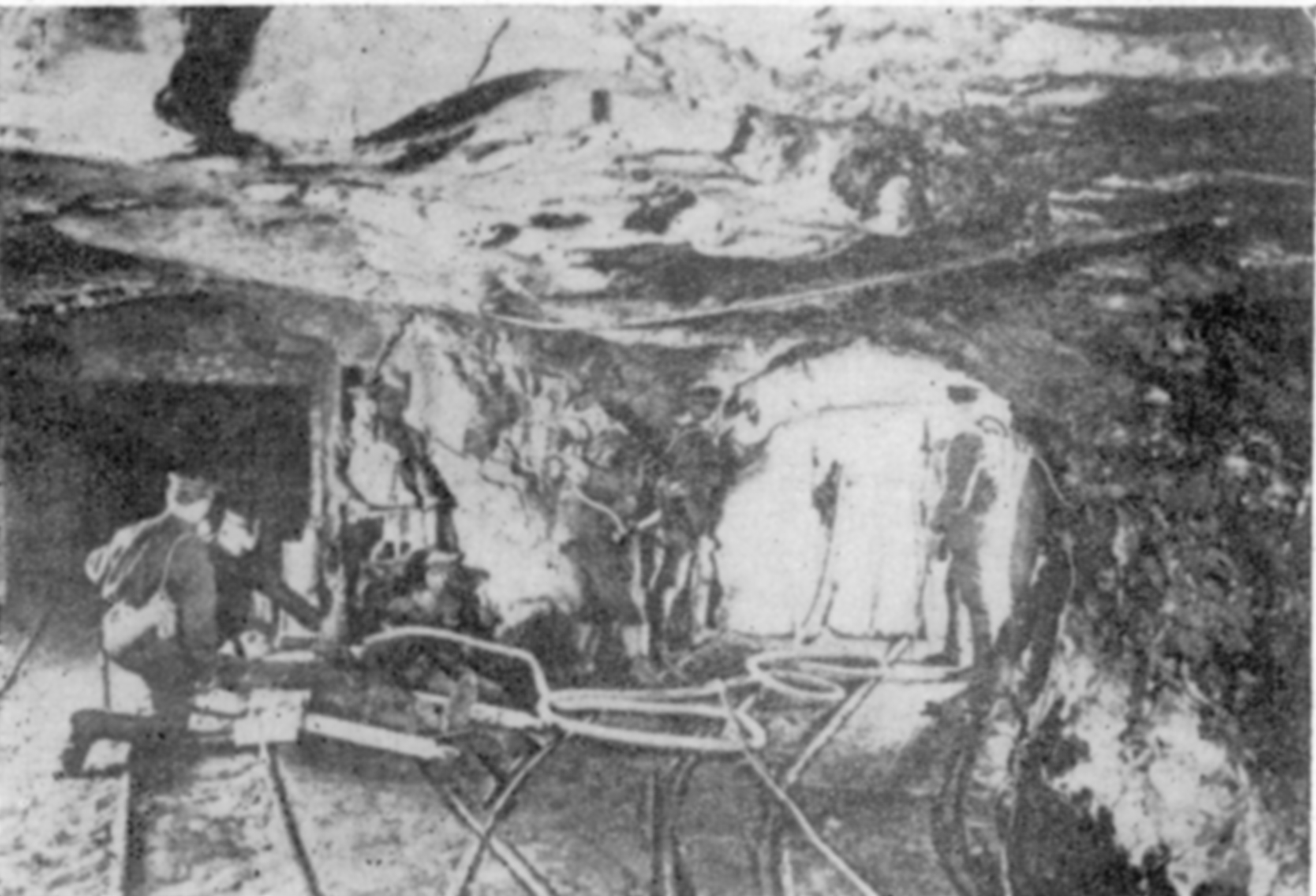
Rozwidlenie chodników w kopalni Nowa Helena

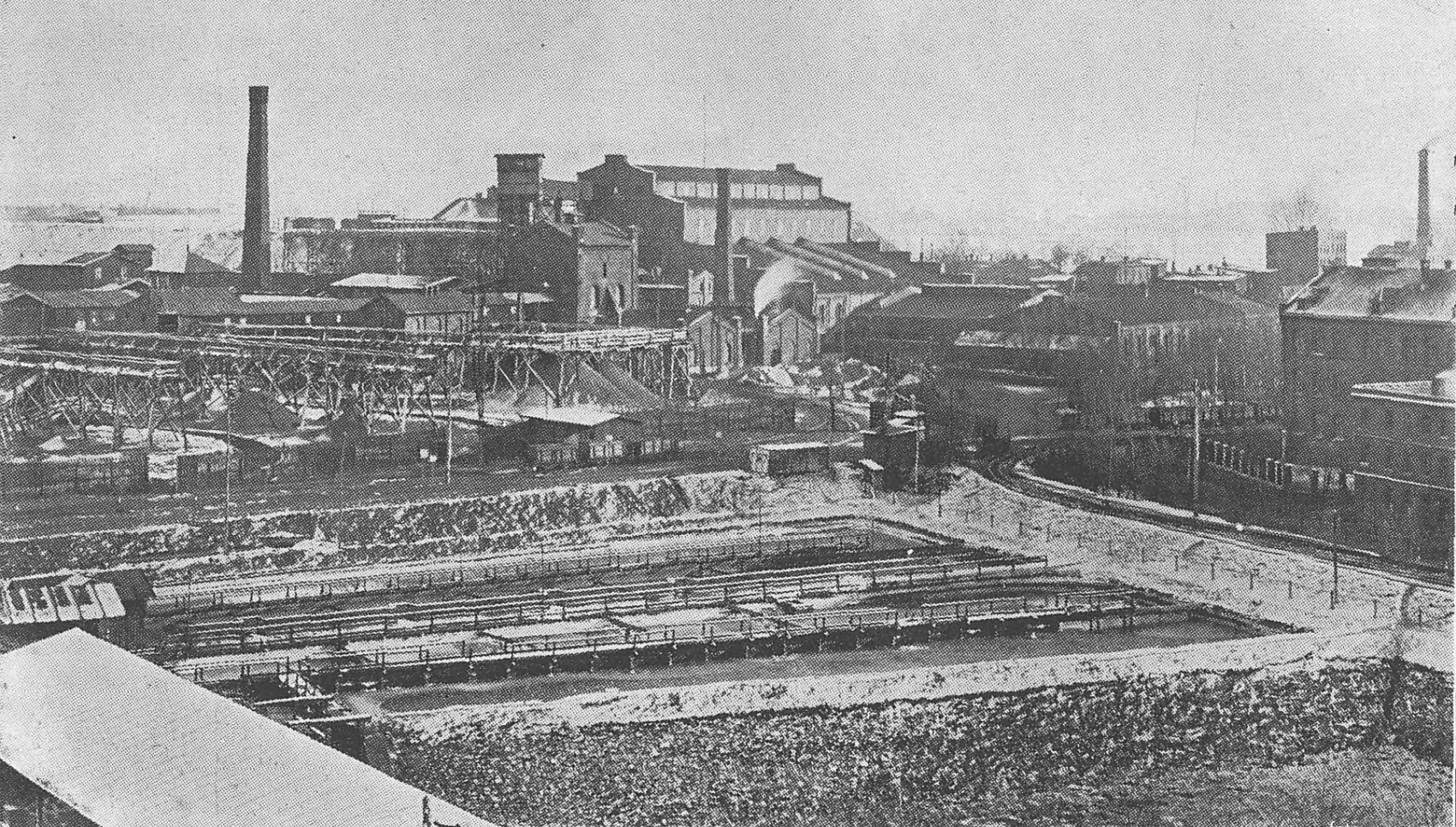
Widok na kopalnię Nowa Helena około 1927 roku

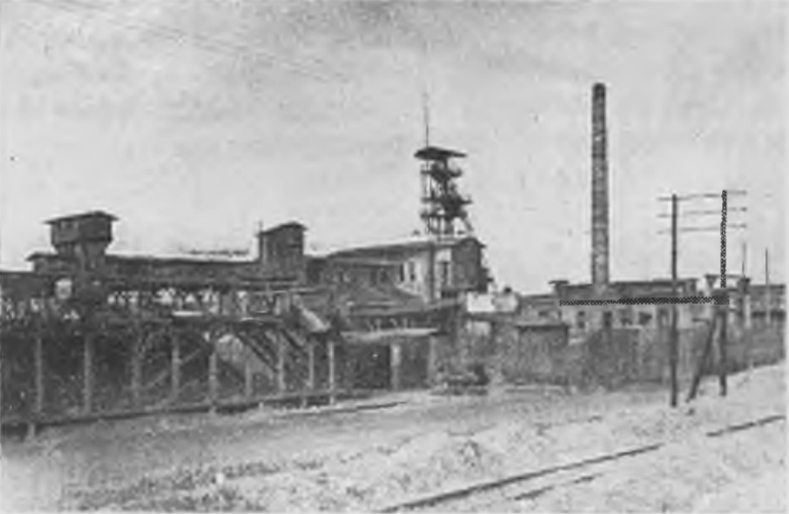
Szyb Klotyldy kopalni Cecylia przed 1928 rokiem

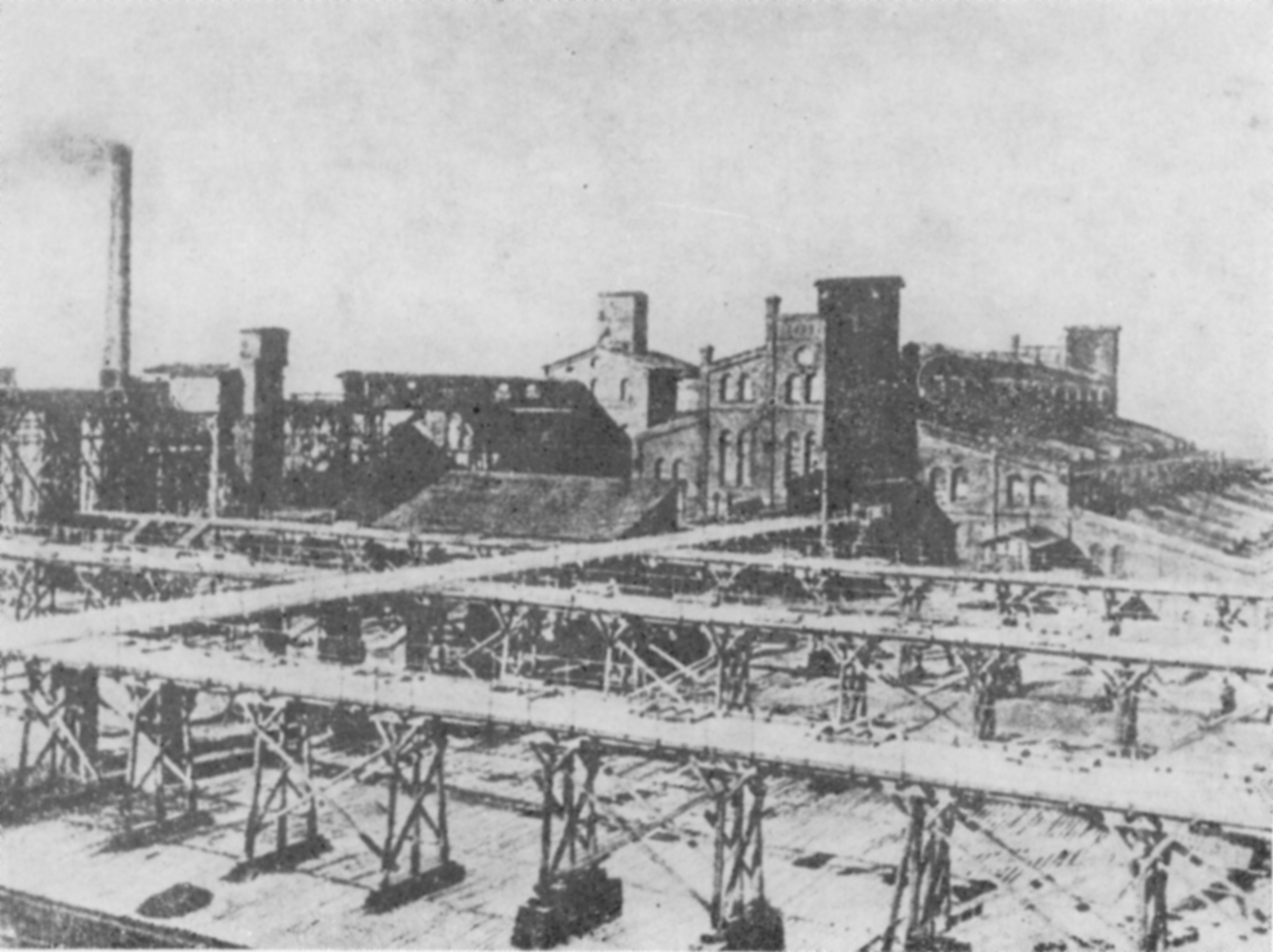
Kopalnia Brzozowice

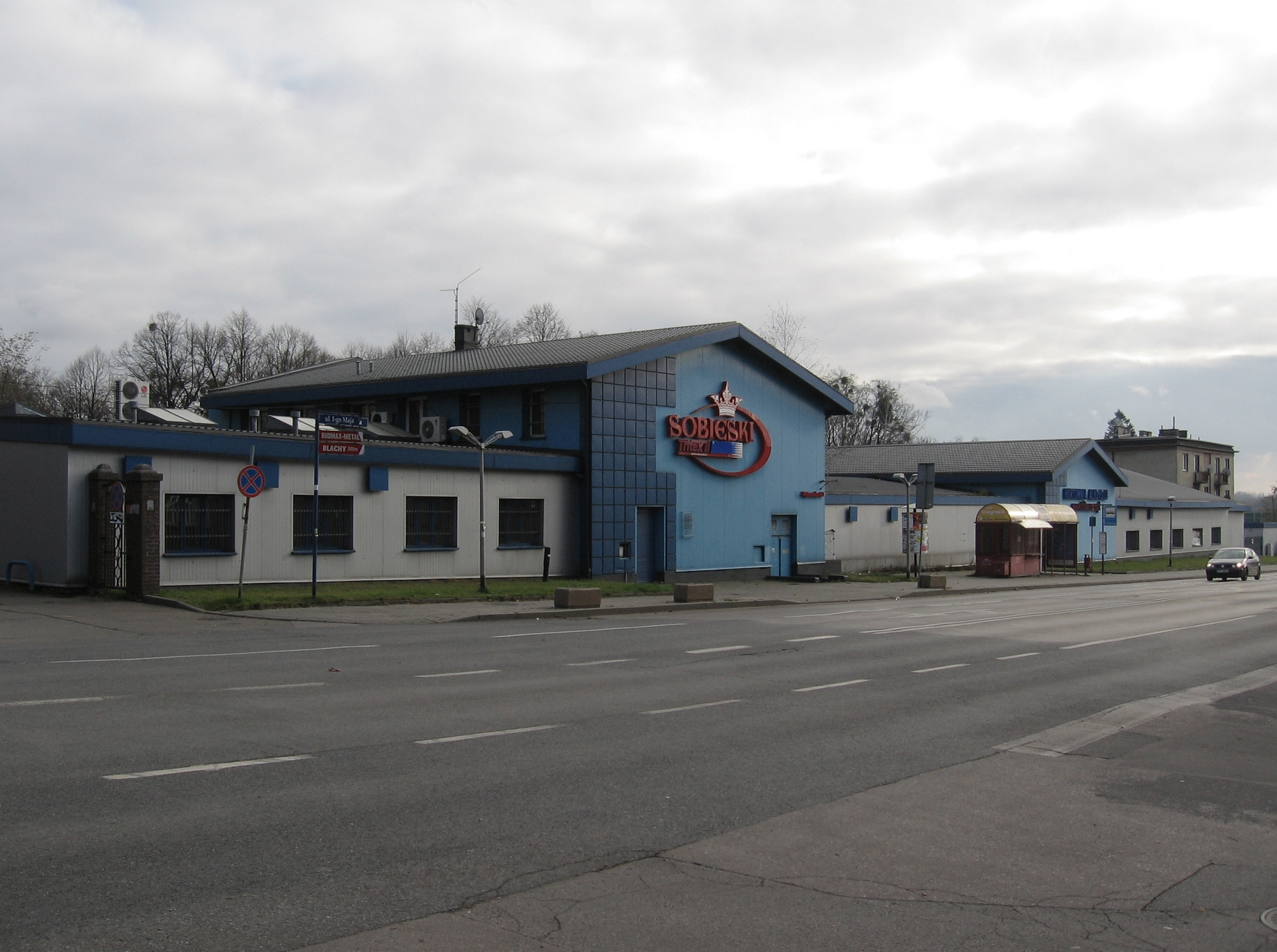
Zabudowania hurtowni alkoholu Tritex II w Piekarach Śląskich, dawniej budynki nadszybia szybów Żwirki i Wigury kopalni Waryński (pierwotnie Schmidt I i II) w Piekarach Śląskich-Szarleju, ul. Bytomska 60 w 2017 roku

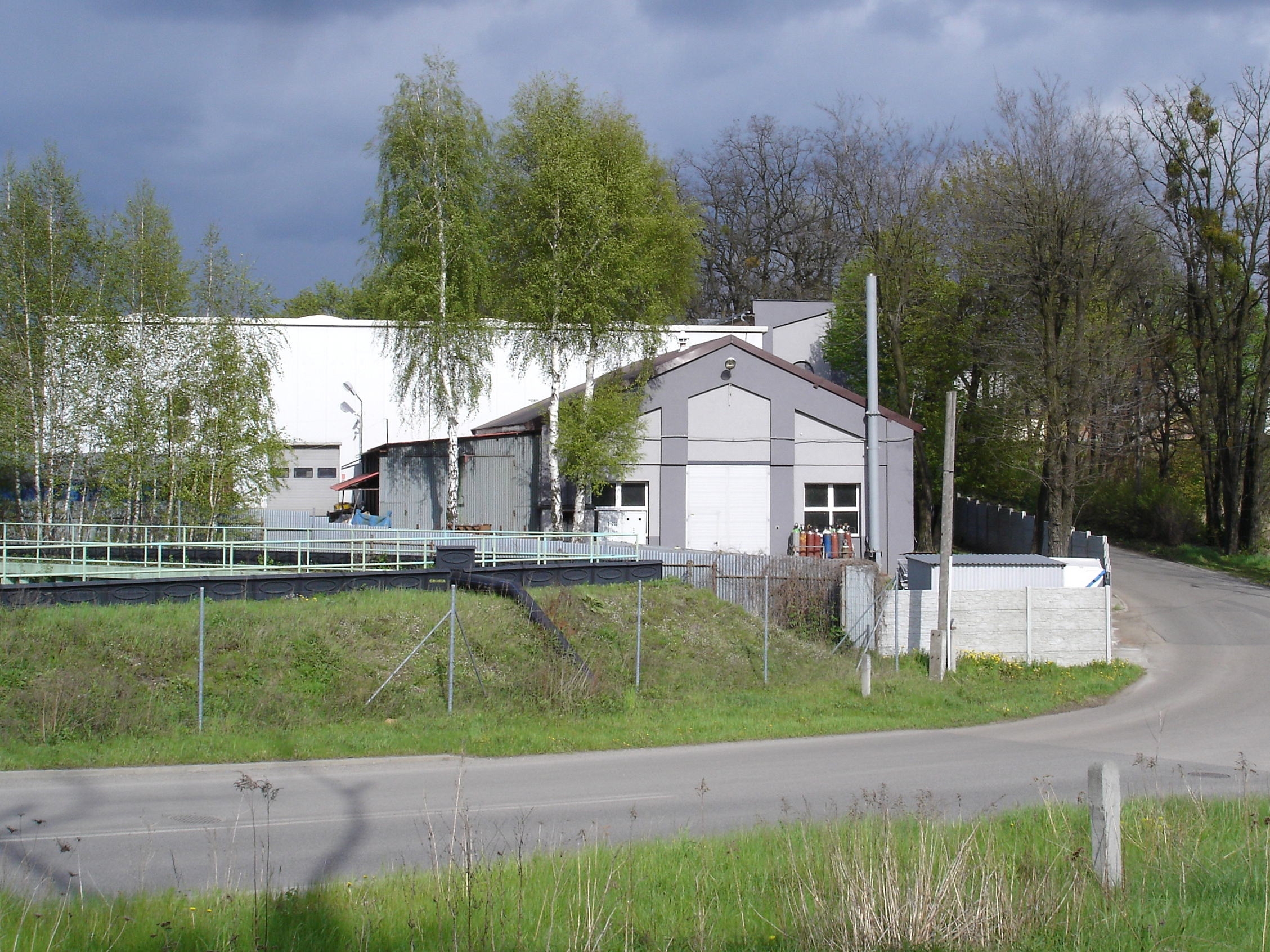
Budynki pozostałe po kopalni Nowa Helena, w pobliżu rejonu dawnego szybu Fürst Hugo II, Piekary Śląskie, ul. Graniczna 7 w 2017 roku

Od 1841 roku powstawała kopalnia Helene, założona przez Fryderyka Augusta Karola Hohenlohe i Johna Baildona; prawdopodobne nazwa kopalni pochodzi od żony Baildona, Heleny Galli. Z uwagi na zagrożenie wodne, praca kopalni była kilkakrotnie przerywana. Uruchomiony po przerwie zakład działał jako kopalnia Neue Helene od 1861 roku .
Późniejsze zakłady powstały z tejże gwareckiej  kopalni Nowa Helena (niem. Neue Helene , pierwotnie Helene), przy ul. Granicznej) w Szarleju, nadania górnicze przyznano 10 i 20 lipca 1846 roku, które rozszerzono 29 września 1877 roku. Pole górnicze kopalni około 1928 roku wynosiło 1 672 956 m² (późniejszy obszar górniczy Piekary), działała nieprzerwanie od 1857 roku.
W 1930 roku dołączono do niej kopalnię Brzozowice, (niem. Brzozowitz, Brzesowitz bądź Brzosowitz) w Brzozowicach, nadanie 11 maja 1877 roku, pole górnicze 835 419 m², założona w 1892 roku; własność Zakładów Hohenlohego (formalnie eksploatowana przez gwarectwo Brzosowitz razem z kopalnią Neue Helene, w 1932 roku Zakłady Hohenlohego posiadały 75 kuksów ze 100), późniejsza kopalnia Waryński, przy ulicy Konarskiego), główny szyb wydobywczy nazywał się Hohenlohe, po II wojnie światowej przemianowany na Gawlica, istniał również szyb drzewny tejże kopalni. Wydobywano w niej blendę, galenę, piryty i galman. Z racji połączenia z kopalnią Neue Helene, przewietrzanie i odwadnianie kopalni zachodziło przez jej wyrobiska. Wydobytą rudę wzbogacano w płuczce Neue Helene, w 1901 roku uruchomiono zbudowaną w 1898 roku własną płuczkę, którą firma Humboldt przebudowała w latach 1908–1909. Kopalnia Brzozowice miała własną cechownię, elektrownię, kotłownię oraz od 1909 roku także chłodnię kominową.
Zatrudniała 103 pracowników w latach 20. XX wieku. 1 kwietnia 1930 roku kopalniana płuczka została zatrzymana.  
Od 1864 roku w kopalni Neue Helene pracowały konie, które były wykorzystywane do transportu urobku. W 1876 roku w kopalni Neue Helene pogłębiono szyb Fürst Hugo II do 100 metrów, natomiast szyb Christian Kraft do 103 metrów w latach 80. XIX wieku.
W latach 80. XIX wieku kopalnia Neue Helene, która należała do księcia Hohenlohe (później do Zakładów Hohenlohego), dostarczała najwięcej rud ołowiu w regionie (np. w 1890 roku 30,8% rocznego górnośląskiego wydobycia).
W 1887 roku zapoczątkowano drążenie chodnika wodnego na głębokości 103 metrów, tj. na najniższym poziomie rudonośnym w całej niecce.
W 1889 roku ksiądz Jan Badeni pisał o górnikach kopalni „św. Heleny”, którzy nie chcieli brać „udziału w zmowie” (strajku), za co zostali nagrodzeni balem i ucztą na 2000 osób.
Kopalnia Neue Helene, która podlegała zarządowi Zakładów Górniczo-Hutniczych w Wełnowcu od 1892 roku eksploatowała złoża nowej kopalni Brzozowice, do których dotarto przez wyrobiska na poziomie 100 metrów. Złoża występowały w dwóch poziomach. Miąższość pokładów rud w kopalniach Brzozowice i Nowa Helena przeciętnie wynosiła od 2 do 4 metrów, lecz dochodziła miejscami do 12 m. W następnych latach wybudowano szyb wyciągowy i drzewny, a w 1898 roku zaprzestano wspólnej administracji obu kopalń i utworzono odrębne gwarectwo Brzozowice, w którym 75 kuksów posiadał książę Hohenlohe, natomiast pozostałe 25 stanowiło własność Guido Henckel von Donnersmarcka. 2 maja 1898 roku zawarto umowę, na mocy której gwarectwo Brzozowice miało dostarczać do huty w Świętochłowicach ¼ swojego wydobycia do całkowitego wyczerpania złóż. Zatrudnienie w kopalni Neue Helene wynosiło:
- 1690 osób w 1881 roku
- 1837 osób w 1886 roku
- 2489 osób w 1902 roku

W 1897 załogi kopalni Cäciliengrube i Neue Helene w ramach strajku przerwały pracę . Na początku kwietnia 1898 roku 667 górników (w tym 320 kobiet oraz 7 robotników w wieku poniżej 16 lat) kopalni Neue Helene przerwało pracę, domagano się skrócenia dniówki do 8 godzin . W 1898 roku wydobyto  12 676 ton rudy ołowiu. 3 września 1890 roku przyznano nadanie na obszar o powierzchni 6 830 m² w Brzozowicach (Neue Helene Zumuthung). Na początku XX wieku kopalnia Neue Helene wyposażona w jeden z najlepszych zakładów przeróbki blendy i galmanu, była największym producentem rudy cynku w regionie. W 1907 roku wzniesiono nową płuczkę blendy przy kopalni Nowa Helena, w 1908 roku zmodernizowano sortownię tejże kopalni i przystąpiono do przebudowy płuczki i sortowni kopalni Brzozowice. W styczniu 1930 roku kopalnie Brzozowice i Nowa Helena zostały połączone i działały od tego czasu jako jeden zakład Brzozowice-Nowa Helena, której złoża już wówczas były znacznie wyczerpane. Jedyną czynną piekarską kopalnią galmanu pozostała Cecylia, zakłady Wilhelmine, Jenny-Otto i Little-John zostały unieruchomione na skutek wyczerpania najbogatszych zasobów oraz trudnego do opanowania zawodnienia wyrobisk. W działających kopalniach Nowa Helena i Cecylia pracowało niecałe 3000 osób. Technika pracy uległa unowocześnieniu, w czasie I wojny światowej ręczne wiercenie otworów zostało zastąpione pracą młotkami wiertniczymi systemu Flottmann, do transportu urobku zamiast taczek zastosowano żelazne wózki, które były ciągnione przez konie, a pompy parowe zastąpiono elektrycznymi. Do 1929 roku kopalnia Nowa Helena wyprodukowała 1,85 mln ton cynku . W wyniku wielkiego kryzysu doszło do obniżenia zatrudnienia w kopalniach Nowa Helena i Cecylia o sto osób w każdej z nich. W 1931 roku w kopalni Nowa Helena zwolniono 800 pracowników, a w kopalni Cecylia – dalsze 700 osób, w tymże roku kopalnia Cecylia została unieruchomiona, zatrzymano wówczas także kopalnię Brzozowice, którą uruchomiono z początkiem 1933 roku. Praca kopalni Nowa Helena została zatrzymana w lecie 1932, wznowiono ją w 1934, ale już w 1935 roku ponownie unieruchomiono kopalnię, jak i płuczkę przy kopalni Brzozowice.
Przed wybuchem II wojny światowej przemycano broń w deputacie węglowym pomiędzy kopalniami Nowa Helena a Fiedlersglück (zob. Szyb Bolko). W czasie okupacji tajna Polska Organizacja Obywatelska, kierowana przez Pawła Kołodzieja z PPS, prowadziła dywersję w kopalniach: Nowa Helena, Orzeł Biały, Andaluzja, Radzionków. Organizacja została jednak zdekonspirowana przez Kurta Majslera, agenta Gestapo, a jej członków wysłano do obozów koncentracyjnych. Udało się jednak zmniejszyć wydobycie w 1943 roku o 5 tysięcy ton rudy, jak i powodowano przestoje w hucie Krystyn. Polacy zabezpieczyli maszyny kotłowni i elektrowni, oraz ulokowane pod ziemią pompy i sprężarki przed zniszczeniem planowanym przez hitlerowskiego dyrektora kopalni. Zapobieżono także zniszczeniu pieców w hucie Krystyn, pomimo wydanego polecenia przez niemieckiego inżyniera. 1 stycznia 1942 roku kopalnie Brzozowice i Nowa Helena zostały przejęte przez bytomski koncern Schlesag. W czasie II wojny światowej szyb Hohenlohe kopalni Brzozowice wykorzystywano jako szyb drzewny oraz odstawiano nim skałę płonną.
W 1945 roku, po niedługiej przerwie, wznowiono pracę kopalni Brzozowice. Po II wojnie światowej kopalnie zostały znacjonalizowane; szyb wydobywczy Fürst Hugo II kopalni Nowa Helena przemianowano na Nowotko, a szyby odwadniające Schmidt I i II nazwano Żwirki i Wigury. Do odwadniania wyrobisk wykorzystywano także szyb Krystyn, który sięgał 100 m głębokości. Szyb w pobliżu huty nazwano imieniem Franciszka Gawlicy, członka Komunistycznej Partii Polski i powstańca śląskiego. Praca pompowni przy tychże szybach została zatrzymana w 1962 roku, szyby zasypano w 1966 roku. Ich nadszybia położone przy ulicy Bytomskiej w Piekarach Śląskich zachowały się, były wykorzystywane przez PSS Społem, obecnie znajduje się w nich hurtownia alkoholu Tritex.
Po II wojnie światowej do kopalni Nowa Helena włączono szyby: 
- Cecylia kopalni Cecylia[49] (niem. Cäciliengrube[25]) w Brzozowicach, została założona w 1827 roku[56], nadanie 19 stycznia oraz 7 lutego 1843 roku, rozszerzone 18 grudnia 1872 roku, pole górnicze 1 911 304 m²[26], działała w latach 1857–1934[18] , należała do koncernu Schlesische AG für Bergbau und Zinkhüttenbetrieb[10] (Schlesag[56], pol. Śląskie Kopalnie i Cynkownie[57]) z siedzibą w Lipinach[19] , eksploatacja schodziła na głębokość 110 m[33], występowały dwa poziomy złóż, dolny (bardziej stały) o miąższości 3–4 m, w górnym ruda w postaci gniazd[33]
- Bolko gwareckiej[19]  kopalni Fiedlersglück[49] położony w Bytomiu[58]

Udziały kopalni Cecylia w 1847 roku posiadał hrabia Guido Henckel von Donnersmarck (91½ kuksa) i Hugo I Henckel von Donnersmarck (30½ kuksa).

### Historia huty

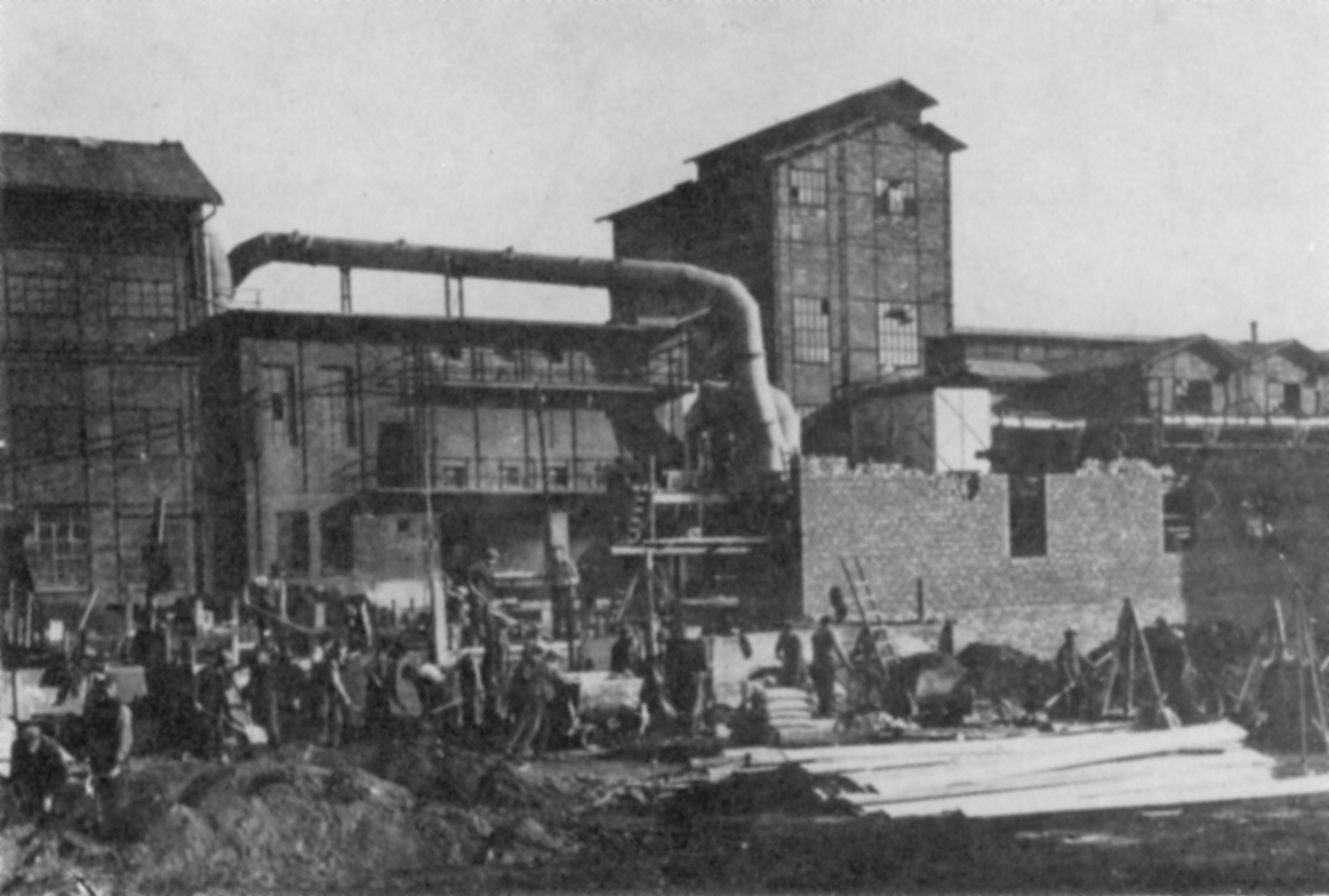
Zakład tlenku cynku w budowie

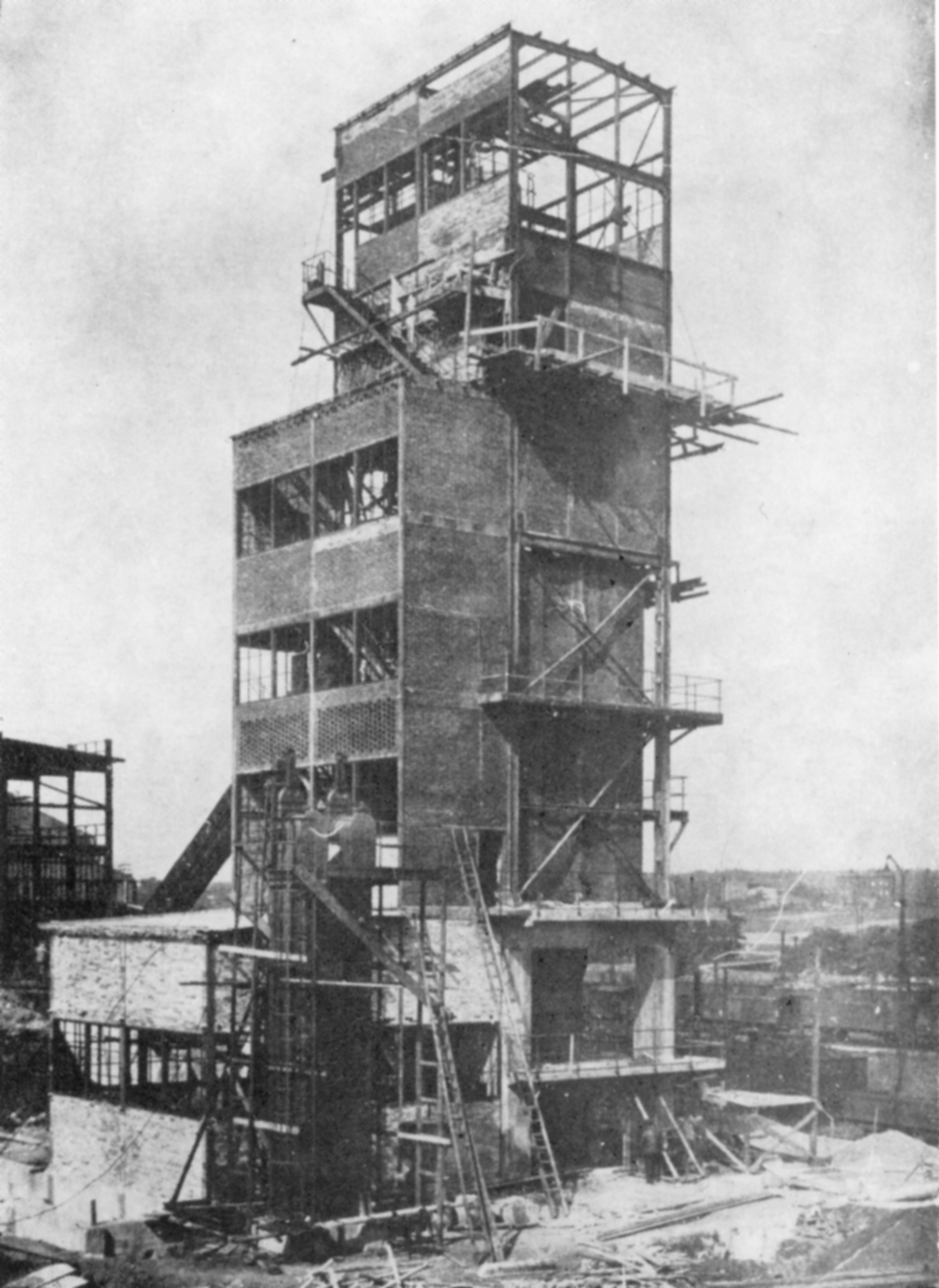
Zakład tlenku cynku w budowie

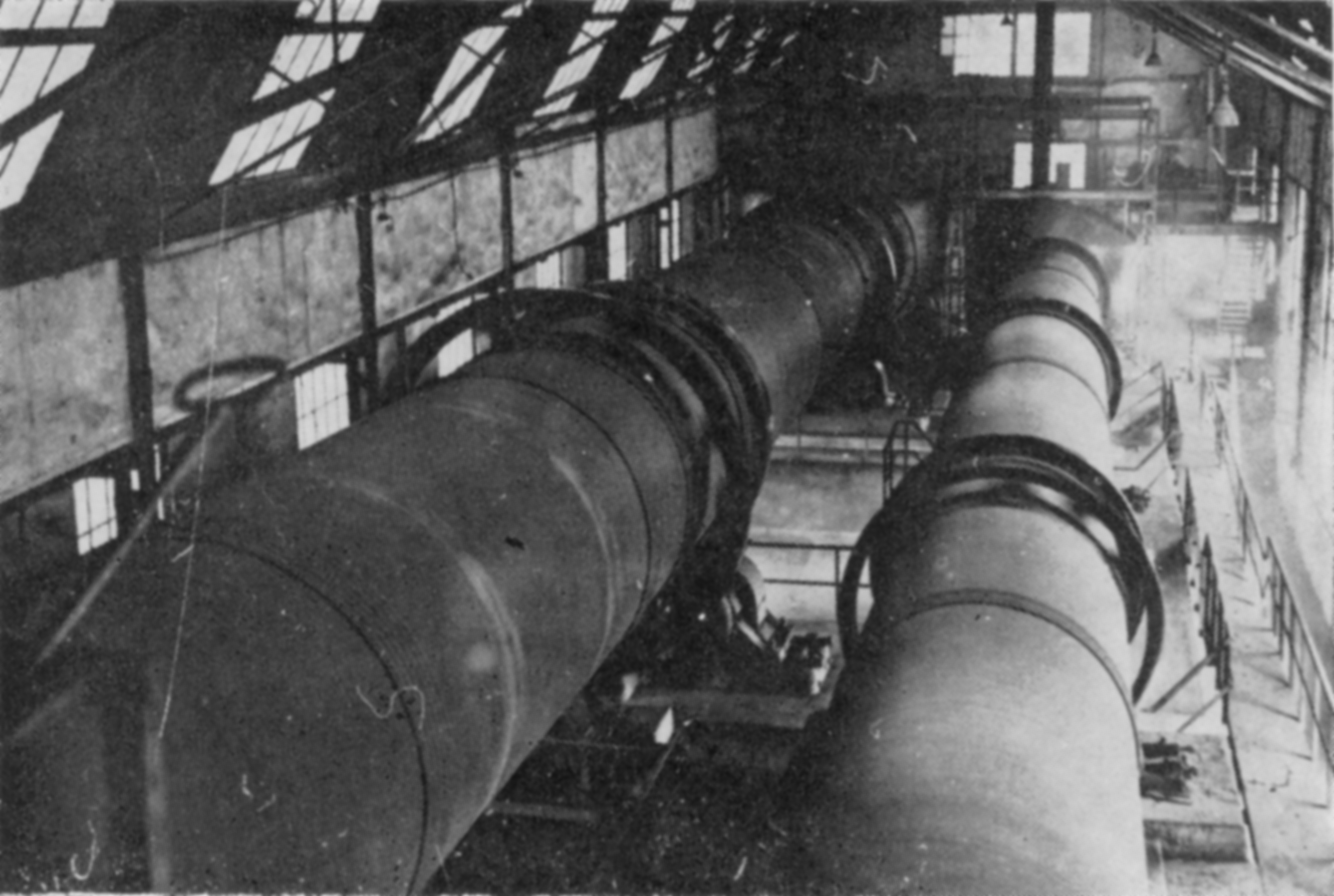
Zakład tlenku cynku, piece przewałowe

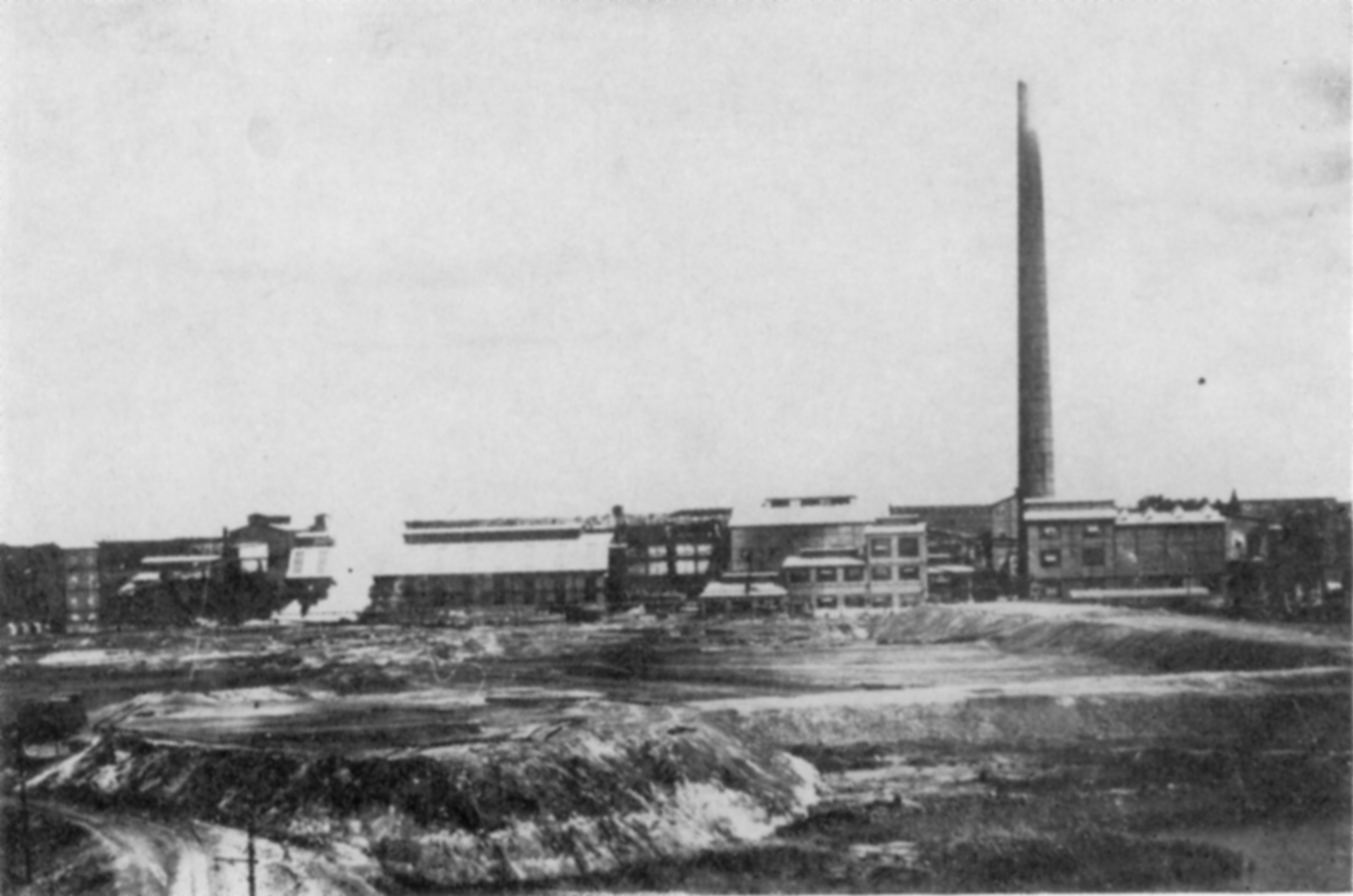
Zakład tlenku cynku w 1941 roku

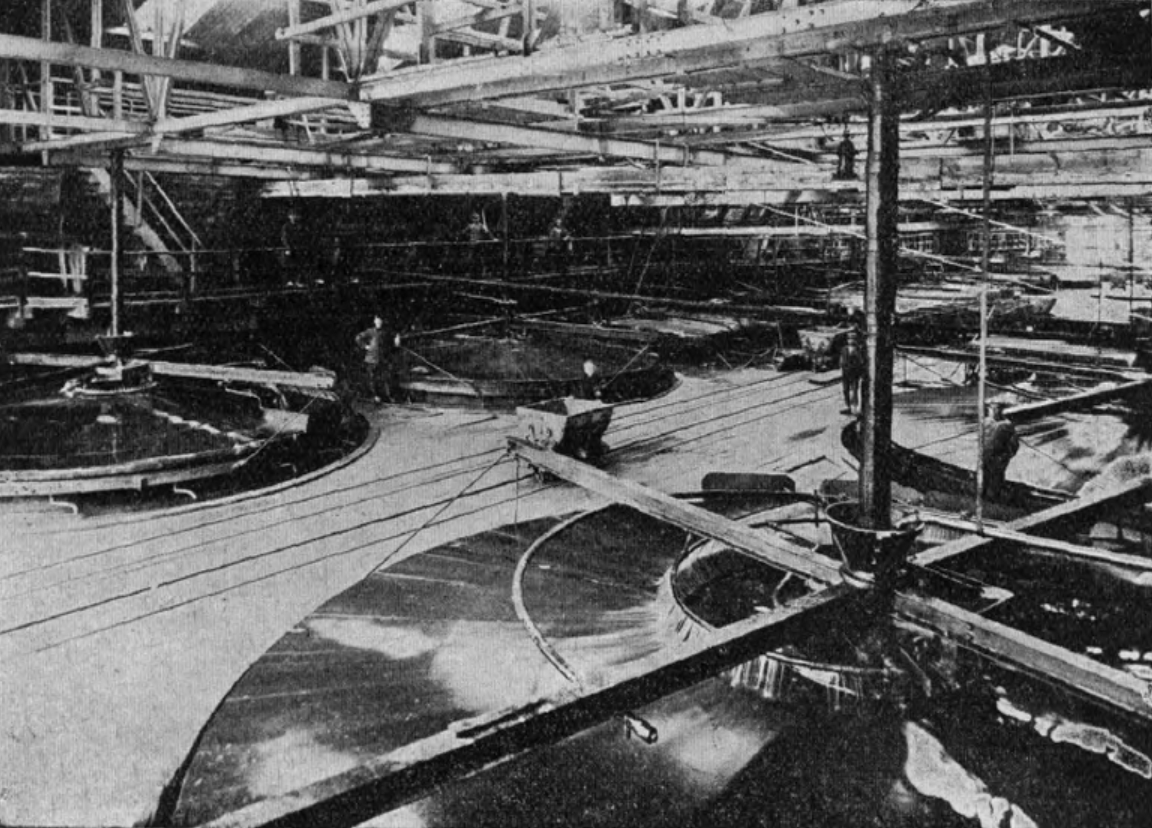
Płuczka kopalni Brzozowice przed 1939 rokiem

W latach 1926 rozpoczęto przy kopalni Brzozowice budowę zakładu tlenku cynku Christian Kraft (późniejsza huta Krystyn, od 1 maja 1949 roku huta im. L. Waryńskiego, potocznie Waryński), którą ukończono w 1927 roku, uruchomienie huty nastąpiło 23 kwietnia tegoż roku. Zakład należał on również do koncernu Hohenlohe, hutę poprzedzały formalnie Z=zakłady wzbogacania rudy cynkowej w Brzozowicach-Kamieniu, a w nich powstał pierwszy na świecie piec obrotowy (przewałowy) do produkcji spiekanego tlenku cynku, zbudowany przez zakłady Kruppa w Magdeburgu. W długich na 40 metrów piecach o średnicy 2 metrów odbywał się proces utleniania w temperaturze 1150°, którą osiągano przez skalanie miału koksowego w strumieniu powietrza. Uzyskiwano w ten sposób gazowy tlenek cynku, który następnie schładzano do 150° i zestalano wyładowaniem elektrycznym o napięciu 50 000 V systemem Moeller-Cotrell w wieżach.
W 1929 roku uruchomiono spiekalnię, gdzie pracował pochylony piec obrotowy o długości 19 m. Zakład tlenku cynku rozbudowano w 1935 roku, tj. dobudowano drugi, większy piec obrotowy o średnicy 3 m, w kwietniu 1938 roku zbudowano trzeci piec obrotowy, a także piec do wytopu ołowiu metalicznego z tlenku ołowiu, przebudowano również szereg pieców oraz dokonano modernizacji urządzeń w prażalni i hucie. Zakład tlenku cynku dostarczał hucie wysokoprocentowych koncentratów cynkowych oraz od maja 1938 roku produkował ołów rafinowany. Jako wsad wykorzystywano materiał ze starych zwałów oraz żużel (tzw. rajmówkę) z huty Hohenlohe.
W pierwszym kwartale 1939 roku oddano do eksploatacji przyzakładową ługownię oraz nowoczesną instalację do elektrolizy kadmu z obrotowymi elektrodami i elektrycznym piecem do przetapiania kadmu.
Huta przerabiała po II wojnie światowej produkowany w Hucie Cynku Miasteczko Śląskie surowy tlenek cynku na tlenek spiekany, który następnie powracał do Huty Cynku Miasteczko Śląskie, gdzie był przetwarzany na metaliczny cynk. Od połowy 1945 roku do zakładu trafiał urobek z bytomskiego szybu Bolko.
Huta została zlikwidowana w 1990 roku. Zabudowania zakładu, które mieściły się przy obecnej ulicy Konarskiego w Piekarach Śląskich, zostały całkowicie rozebrane z wyjątkiem budynku biurowego.

### Wspólna historia zakładów po II wojnie światowej
1 maja 1949 utworzono Zakłady Górnicze im. Ludwika Waryńskiego z połączenia kopalni Nowa Helena, Brzozowice oraz huty Krystyn.
1 stycznia 1958 roku do Zakładów Górniczo-Hutniczych Waryński przyłączono bytomską kopalnię Nowy Dwór, co było motywowane dążeniem do poprawy rentowności przedsiębiorstw. Obszar górniczy kopalni Nowy Dwór obejmował tereny eksploatacji dawnych kopalń Maria, Nowa Wiktoria oraz Rococo. Zasoby kopalni Nowy Dwór, pomimo podjętych prac poszukiwawczych w rejonie Maria i wydrążenia nowego szybu Opuszczonego II okazały się niewielkie. Urobek z ostatniego czynnego oddziału wydobywczego z Nowego Dworu trafiał dołem do rejonu Waryński, skąd był transportowany do szybu Chrobry w Zakładach Górniczych im. Juliana Marchlewskiego.
W 1958 roku dla kopalni Nowa Helena utworzono obszar górniczy Piekary, na który składała się północna część Bytomia i południowa część Piekar Śląskich, zniesiono go w 1996 roku.
W rejonie Waryński również zasoby stopniowo ulegały wyczerpaniu, dlatego sięgnięto po złoże w filarze ochronnym szybu Witczak kopalni Waryński, które eksploatowano od 1959 do 1963 roku; wyrobiska podsadzono betonem.
W celu maksymalnego wykorzystania pozostałych zasobów złożowych Zakłady Górniczo-Hutnicze Waryński i Zakłady Górniczo-Hutnicze Orzeł Biały połączono w sierpniu 1967 roku, pod nazwą Zakłady Górniczo-Hutnicze Orzeł Biały, których siedziba znajdowała się w Piekarach Śląskich-Brzezinach Śląskich.
W styczniu 1969 roku wstrzymano wydobycie szybem Nowotko, zrezygnowano także z prowadzenia przeróbki rudy w przestarzałej płuczce. Wydobycie w rejonie Waryński było jednak prowadzone do połowy 1981 roku, tj. do czasu wyczerpania zasobów, które nadawały się do efektywnego przetworzenia. Po likwidacji kopalni Nowa Helena, która trwała do 1981 roku, na jej dawnym terenie powstał Montomet.
Budynek w zespole byłego nadszybia szybu Fürst Hugo II został wpisany do gminnej ewidencji zabytków Piekar Śląskich.

## Warunki socjalne
W 1870 roku górnicy kopalni Cecylia zniszczyli znaczki kontrolne. W styczniu 1902 roku w kopalni Nowa Helena rozpoczął się strajk, który trwał 16 dni, robotnicy wywalczyli dzięki niemu podwyżkę płac o 5%.
W 1905 roku również doszło do strajków w kopalni Cecylia i Nowa Helena. 3 grudnia 1917 roku, na dzień przed Barbórką w kopalni Nowa Helena doszło do 600-osobowej manifestacji, podczas której robotnicy domagali się podwyżek i zwiększenia racji żywnościowych. Aresztowano 10 osób, a zgromadzenie zostało rozpędzone przez żandarmów.
Dniówka w kopalni Nowa Helena, wliczając wjazd i zjazd na dół, wynosiła 13 godzin. 15 października 1923 roku doszło w kopalniach Cecylia i Nowa Helena do strajku generalnego, następnie odbył się strajk okupacyjny w budynku administracyjnym kopalni Nowa Helena, dzięki któremu robotnicy wywalczyli ośmiogodzinną dniówkę. Jednak niektórzy pracownicy zostali zwolnieni, a kilku działaczy lewicowych osadzono w więzieniu.
Przy kopalni Nowa Helena działał klub sportowy RKS Polonia Piekary.